# Ялчин, Робин
Робин Ялчин (нем. и тур. Robin Yalçın; 25 января 1994 года, Деггендорф, Германия) — немецкий и турецкий футболист, полузащитник клуба «Эюпспор».

## Клубная карьера
Родился в городе Деггендорф. Футболом начал заниматься в местном клубе «Грюн-Вайс Деггендорф». В 2009 году перешел в юношескую команду «Штутгарта». Дебют за клуб «Штутгарт II» состоялся 25 сентября 2012 года в матче 3-й Лиги Германии по футболу против «Ганзы» из Ростока. Первой игрой в Бундеслиге в основном составе «Штудгардта» стала встреча с «Аугсбургом», прошедшая 9 февраля 2014 года. 21 марта 2014 года — подписал профессиональный контракт со «Штудгардтом» до лета 2016 года. За основной состав клуба провел три игры. В сентябре 2014 года в матче 3-й Лиги между «Штутгартом II» и «Фортуной» из Кельна получил тяжелую травму колена.
30 июня 2015 года — подписал трехлетний контракт с клубом турецкой Суперлиги «Ризеспор». Всего за этот клуб игрок провел 90 матчей, в которых забил три мяча. 10 января 2019 года футболист в качестве свободного агента подписал контракт с клубом турецкой Суперлиги «Ени Малатьяспор». 28 августа 2020 года игрок заключил годичное соглашение с клубом «Сивасспор».